# X-Moto
X-Moto è un videogioco a piattaforme 2D di motocross libero e open source, sviluppato per FreeBSD, GNU/Linux, macOS e Microsoft Windows. Il gameplay è simile a quello di Elasto Mania, ma la simulazione fisica è leggermente differente. Il progetto è iniziato nel 2005.
Il videogioco è stato pubblicato sotto la licenza libera GNU GPL ed è scritto in C, C++ e Lua.

## Modalità di gioco
In X-Moto l'obiettivo del giocatore è toccare il fiore, necessario per completare con successo il livello selezionato, il più rapidamente possibile, tuttavia per farlo deve prima riuscire a collezionare tutte le fragole. Gli ostacoli al raggiungimento dell'obiettivo sono la conformazione del terreno e i "distruttori" (in lingua originale, "wrecker"), che devono essere evitati. Nella maggior parte dei livelli non vi sono oggetti o piattaforme in movimento: solo quelli che includono script possono averne. Il modo in cui appaiono graficamente gli oggetti può essere personalizzato nei singoli livelli.
Il pilota non viene ferito direttamente dalle cadute: si ferisce esclusivamente sbattendo la testa contro piattaforme solide o toccando con qualsiasi parte del corpo un "distruttore". Se questo accade il gioco termina e il livello viene considerato fallito, a meno che non contenga checkpoint (introdotti a partire dalla versione 0.5.3), nel qual caso il pilota verrà posizionato sull'ultimo punto salvato.
È possibile salvare un replay e visualizzarlo, sotto forma di "pilota fantasma", durante il gioco ed è possibile fare lo stesso con i replay dei migliori tempi registrati dal server.

## Grafica, suoni e simulazione fisica
La grafica del videogioco è completamente in 2D, ma utilizza l'accelerazione tridimensionale, attraverso le librerie OpenGL, per ottenere un rendering più rapido. Il gioco di per sé presenta suoni solo per l'engine e per la vittoria/sconfitta, mentre il menu principale ha una colonna sonora; i singoli livelli possono contenere musica e suoni personalizzati.
Il gioco utilizza l'Open Dynamics Engine per la simulazione fisica. Oggetti in movimento, gravità variabile e altri contenuti simili possono essere realizzati attraverso script in Lua.

## Contenuti online
Il gioco può essere ampliato con oltre 2500 livelli creati dagli utenti, che possono essere scaricati direttamente dal menù principale e in maniera automatica. Questi vengono creati utilizzando Inkscape con l'estensione Inksmoto.
Sempre nei server del gioco vi è una classifica con i migliori tempi registrati ed è possibile scaricarne automaticamente i replay.